# サンティアーゴ・パハーレス
サンティアーゴ・パハーレス（Santiago Pajares, 1979年3月27日 - ）は、スペインの作家。

## 経歴
1979年3月27日、父・ルイスと母・マリカルメンの間に、4人姉弟の末っ子としてマドリードに生まれる。ラティーナ区の町アルーチェで育ち、公立学校で学んだ。情報処理専門課程へ進学した後、コンピュータ関連会社で開発やメンテナンス関係の仕事をする。後に、マドリード郊外のコルメナレホに移り住んだ。
2004年、23歳の時に処女長編『螺旋』（原題：El paso de La Hélice ）を上梓。読者や批評家から高い評価を受け、2006年にブダペストで開催された欧州新人作家フェスティバルのスペイン代表に選出された。
映画の脚本家としても活動している。

## 作品リスト
- 螺旋 El paso de La Hélice （ 2004年）
  - 木村栄一訳 ヴィレッジブックス、 2010年2月
- La mitad de uno (2006)
- キャンバス El lienzo （ 2009年） 
  - 木村栄一訳 ヴィレッジブックス、 2011年12月
- La lluvia de Ionah (2011)